# Асен Хаджиолов (молекулярен биолог)
Асен Асенов Хаджиолов е български учен, молекулярен биолог, академик на БАН. Изследва белтък-синтезиращия апарат на еукариотните клетки: биогенезата на рибозомите, структурата на гените за рибозомните РНК и регулацията на активността им. Един от основоположниците на молекулярната биология в България.

## Биография
Асен Хаджиолов е роден на 10 декември 1930 г. в София в семейството на известния хистолог и ембриолог академик Асен Иванов Хаджиолов и Елена Силаги, дъщеря на Атила Силаги.
През 1948 г. завършва Френския колеж в София. Учи в Медицинския факултет на Софийския университет. Още в началните студентски години проявява влечение към научни изследвания в областта на биохимията. Убеден, че химията е абсолютно необходима база за биологичните изследвания, той работи като студент-кръжочник в катедрата по химия. През 1954 г. се дипломира с най-високото отличие (summa cum laude) в специалност хуманна медицина. По разпределение започва работа като лекар в Хасково.

### Научна кариера
Печели конкурс за докторантура (тогава аспирантура) и през 1958 г. защитава докторска дисертация към катедрата по Биохимия във Висшия медицински институт – София с ръководител проф. Борис Койчев. Резултатите от изследванията по изкуствено предизвикан рак на черния дроб при плъхове са публикувани в Nature (Лондон) и други престижни международни и български списания. Работи като асистент в катедрата по Биохимия.
През 1961 г. Асен Хаджиолов се присъединява към Централната Биохимична Лаборатория, БАН с директор Румен Цанев (сега Институт по молекулярна биология „Академик Румен Цанев“, ИМБ). Там създава и дълги години ръководи секция по Молекулярна генетика. Заместник-директор е на ИМБ.
 През 1986 г. Хаджиолов става директор на Института по клетъчна биология и морфология към БАН (ИКБМ – БАН), днес Институт по експериментална морфология, патология и антропология с музей.
В периода 1988 – 1990 г. е заместник-председател на БАН.
От 1991 г. е редовен професор към Университета „Пол Сабатие“, Тулуза, Франция, където, наред с изследователската си дейност, до края на живота си води курса по Молекулярна биология.
Носител е на следните научни степени и звания: Доктор на медицинските науки (1958); Доктор на биологичните науки (1978, тема – „Биогенеза и обмяна на рибозомите в еукариотни клетки“); Член-кореспондент на БАН (молекулярна биология) (1984); Действителен член (академик) на БАН (1989).

### Научна дейност
Още в началните си студентски години, убеден, че химията е абсолютно необходима база за биологичните изследвания, Асен Хаджиолов работи като кръжочник в катедрата по Химия на Медицинска академия „Вълко Червенков“ и публикува първата си статия на 21 години. Като аспирант Асен Хаджиолов се насочва към проблемите с неопластичните процеси в живата клетка, създава серия от модели на експериментален рак в черен дроб на плъх, проследява морфологията, обмяната и най-вече, още тогава, съпътстващите промени в рибонуклеотидите и РНК. Тези изследвания са пионерни за България и директно го насочват в сферата на молекулярната биология.
Важен етапи в научната кариера на Асен Хаджиолов е успешната му работа през 1965 в лабораторията на Нобеловия лауреат проф. Фриц Липман в Рокфелеровия университет, Ню Йорк, САЩ, както и в други лаборатории на световни известни учени. През 1959 г. специализира в Института по медицинска химия към Медицинския университет в Будапеща, Унгария при проф. Бруно Щрауб. През 1961 – в Париж в Института по изследване на рака към френския Национален център за научни изследвания при проф. Пиер Грабар.
Работи като гост-професор или гост-изследовател и с други изтъкнати учени като Роберт Кокс в Националния институт за медицински изследвания, Лондон, Великобритания (1970 – 1971); с проф. Дейвид Д. Сабатини в Отдела по клетъчна биология, Медицински факултет на Нюйоркския университет, Ню Йорк, САЩ (1974); с Джулиан Гордън в Института „Фридрих Мишер“ в Базел, Швейцария(1981).
Дълги години биогенезата на рибозомите е пробен камък за прогреса на молекулярната биология – бързо развиваща се област, на която през 60-те и 70-те години са посветени редица световни научни центрове. Един от тези центрове безспорно е ръководената от проф. Асен А. Хаджиолов секция по Молекулярна генетика към ИМБ, БАН. Хаджиолов създава и успява да поддържа отлично сработен колектив от талантливи учени. Благодарение на своята международна известност и престиж помага на сътрудниците си да бъдат приети за специализация и съвместни изследвания във водещите лаборатории в Европа и САЩ.
В секцията по Молекулярна генетика от самото начало Хаджиолов привлича Пенчо Венков, Лиляна Вълчева и бившите кръжочници от катедрата по биохимия Добри Генчев, Любен Долапчиев, Владимир Македонски и Георги Милчев. По-късно се присъединяват Мариана Дабева, Красимира Хаджиолова, Лъчезар Карагьозов, Николай Николаев, Олег Георгиев, Калин Дудов, Иван Тодоров, Милко Кермекчиев и др. Под негово ръководство работят успешно или защитават дисертации и Пантелей Попов, Калина Вапцарова, Анастасия Стойкова, Стефан Бояджиев, Евгени Ананиев, Красимира Гайдарджиева, Валерий Носиков – учени от други институти на БАН, от Медицинска академия (България) и СССР.
През 1986 г. Хаджиолов става директор на Института по клетъчна биология и морфология към БАН (ИКБМ – БАН), днес Институт по експериментална морфология, патология и антропология с музей. Създава нова секция по Молекулярна и клетъчна биология с повечето от предишните си сътрудници. Присъединяват се и по-млади учени: Николай Желев, Радка Филипова, Ивета Калчева, Красимир Янкулов, Радка Кънева, Алекс Василев, Петър Милев, Ирина Ралчева-Станчева.
Асен Хаджиолов е автор на редица книги, глави от книги, монографии, учебник по генетика:
- Основи на функционалната биохимия, с колектив, под ред. на Асен А. Хаджиолов, предговор от В. А. Енгелхардт, София, Медицина и физкултура, 1964, с. 636. Автор е на 6 от главите в книгата.
- Асен А. Хаджиолов, Молекулярна генетика, София, Наука и изкуство, 1972, 204 с.
- Асен А. Хаджиолов, Пенчо В. Венков и Лъчезар К. Карагьозов, Структура и функция на гените, София, Наука и изкуство, 1976, с. 356
- Асен А. Хаджиолов, Биогенеза и обмяна на рибозомите, София, БАН, 1981, с. 304
- Асен А. Хаджиолов, Проблеми на молекулярната биология, София : Наука и изкуство, 1982, с. 172
- Asen A. Hadjiolov, The nucleolus and ribosome biogenesis. (Cell Biology Monographs vol. 12). Springer¬Verlag Wien New York, 1985, pp. 272.
- Инвестиране в бъдещето : Междунар. сравнение на държ. финансиране на науч. изследвания : [Обзор] / Състав. П. Спасова и др. ; [С предг. от Асен А. Хаджиолов] София : MOBI, 1991

### Научни приноси
Научните приноси на Асен Хаджиолов са в няколко основни направления. Едно от направленията води до определяне на първичната структура на гените за рРНК (рибозомна РНК) на дрожди (Saccharomyces cerevisiae) през 1981 и на плъх (Rattus norvegicus) през 1984. За първи път е идентифициран първичният транскрипт на рРНК гени от еукариоти.
Друго направление е изучаването на синтеза и зреенето (превръщането) на високомолекулния общ продукт на транскрипцията на рРНК гените (пре-рРНК) в зрели рибозомни РНК. За първи път е показано е съществуването на няколко алтернативни пътища на зреене, които действат едновременно. Процесите са изследвани в устойчиво състояние и при активиране на клетката в условията на регенерираща тъкан, както и под въздействието на различни агенти: D-галактозамин, 5-флуороротат, циклохексимид, актиномицин D.
Намерени са cis–сигнални секвенции, необходими за зреенето на рРНК, чрез използване на различно скъсени рибозомни гени (мини-гени), трансфектирани в миши клетки.
За изучаването на структурата и функцията на клетъчното ядро и ядърце са получени моноклонални антитела срещу ядрени протеини, експресиращи се в миши клетки. Идентифициран и характеризиран е един ядрен протеин (митотин), експресиран в G2 фазата на клетъчния цикъл и подготвящ клетките за влизането им в митоза.
В монографията на Хаджиолов „The Nucleolus and Ribosome Biogenesis“ е направено обобщение и задълбочен анализ на познанията върху формирането на рибозомите в еукариотни организми, структурата на клетъчното ядро и ядърце, посочени са перспективите и очакванията в това направление.

## Педагогическа дейност
През 1965 г. Асен А. Хаджиолов става доцент, впоследствие – професор в Биологическия факултет на Софийския университет. Преподавателската дейност на Асен Хаджиолов включва няколко основни лекционни курса: (1) Курс по Молекулярна генетика и генно инженерство към Биологическия факултет на Софийския университет; (2) Редовен курс по Биохимия в Медицинска академия, София; (3) Курс по Молекулярна биология към Университета „Пол Сабатие“, Тулуза, Франция.
За нуждите на студентите и за цялостното развитие на науката в България той става редактор и автор на шест от главите на обзорния труд „Основи на функционалната биохимия“ (1964) – модерен поглед върху съвременната биохимия, излязла извън рамките на описателна наука – „основен буквар“, както той я нарича.
Хаджиолов е първият учен у нас, написал учебник по „Молекулярна генетика“ (1972).
Поради необходимостта да има на български език достъпен източник на актуални познания, по негова инициатива се превежда учебника „Съвременна генетика“ от Франциско Айала и Джон Кигер, издаден през 1987 г. Той става негов научен редактор.
Асен Хаджиолов е ръководител на научната работа на над двадесет аспиранта (докторанта) в България и Франция.
Взема участие и в образователния експеримент „Проблемна група по образованието“ (ПГО), свързан с името на акад. Благовест Сендов.

## Обществено-научна дейност
След Биологическата конференция на БАН (1949) в България „учението“ на Лисенко принудително се насажда както в биологията, така и в науките, свързани с биологията. Отричат се законите на наследствеността и самото съществуване на гените. Въпреки че „теориите“ на лисенкоистите са антинаучни и безпочвени, тяхното втълпяване продължава. Студентите по медицина не учат генетика, за наследствени болести не се говори.
С времето между успехите на науката и твърденията на „прогресивните мичуринци“ се образува все по-голямо несъответствие. В СССР изтъкнати учени (биолози, физици, химици, математици) започват все по-често да подлагат на критика примитивните идеи на Лисенко
В тази атмосфера през ноември 1958 във Висшия медицински институт в София се провежда дискусия по проблемите на наследствеността. Докладът в защита на учението на Лисенко е от ръководителя на катедрата по философия. Докладът за генните основи на наследствеността е от проф. Радой Попиванов, ръководител на катедрата по Обща биология. Доказателства за ролята на ДНК в процесите на наследствеността се дават от млади учени (Т.К. Николов, Г. Саев, А.А. Хаджиолов) от катедрата по Биохимия. Така дискусията проправя път за развитие на молекуларната биология и генетика в България.
Асен Хаджиолов е председател на „Комисията за научната програма“ на VII Конгрес на Федерацията на европейските биохимични дружества – ФЕБС (FEBS, Federation of European Biochemical Societies), който се състоя във Варна през септември 1971 г. Материалите от симпозиума, проведен в рамките на срещата, са издадени като книга.
Председател е на организационния комитет на „Четвъртата работна среща по ядърцето“ (IV Nucleolar Workshop), проведена през 1975 г. във Варна, едно важно събитие за българската молекулярна биология.
Организираната от него школа на ФЕБС „Съвременни методи за изследване на нуклеиновите киселини“ (1981), проведена в София в ИМБ, БАН, има решаващо значение за бързото въвеждане у нас на най-новите методи в молекулярната биология.
Асен Хаджиолов е Министър на народната просвета от юли 1989 до февруари 1990. От февруари 1990 до септември 1990 е Министър на науката и висшето образование. По негова инициатива се създава Национален фонд „Научни изследвания“, заменен през 2003 г. от новия Фонд „Научни изследвания“.

## Международно признание
Асен Хаджиолов е признат авторитет в областта на биогенезата на рибозомите и гените за рибозомните РНК.
Удостоен е с почетната лекционна обиколка „Фердинанд Шпрингер“ на ФЕБС (1984/85). Лекцията е изнесена в различни градове на Великобритания, Франция, ГФР, Австрия и Унгария .
Удостоен е с Почетна лекция „Бристол“ на Раковия Институт в Монреал, Канада (1984). Бил е Почетен гост на АН СССР (доклади в Москва и Ленинград, 1981); Гост на Кралското научно дружество (Royal Society), Англия (лекции в Лондон и Ливърпул).
Участва в редакционните съвети на реномирани международни списания, такива като European Journal of Biochemistry, Biochemical Journal (Great Britain), Biology of the Cell (France), Folia biologica (CSSR), Comptes Rendus Societe de Biology (France).
Показателно е отношението към неговата монография „Ядърцето и биогенеза на рибозомите“ (The Nucleolus and Ribosome Biogenesis, 1985). Най-изтъкнати учени в областта публикуват силно положителни отзиви и препоръчват на читателите новата книга. Б. Солнър-Уеб я препоръчва като бъдеща „библия по ядърцето на 80-те години“. В класическата книга на Нобеловия лауреат Джеймс Уотсън Molecular Biology of the Gene, 4th ed. (1985) тя е описана като „пълен и информативен трактат върху структурата и функцията на ядърцето“. Монографията става настолна книга на учените-експериментатори и стимул за нови идеи.
Може би най-голямото признание за учения Асен Хаджиолов е издаването в негова памет на специален брой от престижното списание Chromosoma.  „Подтикнати от желанието да почетем по подходящ начин паметта на нашия колега Асен Хаджиолов, който допринесе толкова много за разбирането на ядърцето в неговия ядрен и клетъчен контекст. “ пише главният редактор Волфганг Хениг в уводната статия.

## Държавни награди
- Юбилеен медал „100 години БАН“ (1969)
- Медал „Кирил и Методий“ II и I степен (1976 и 1980, респ.),
- Юбилеен медал „100 години Софийски Университет“ (1988)
- Лауреат на Димитровска награда за наука (1980) за изследвания върху биогенезата на рибозомите в еукариотни клетки и нейната регулация.

## Избрана библиография

### Статии
Асен Хаджиолов е автор на над сто научни публикации в международни списания. Те са публикувани самостоятелно или заедно със сътрудници от България, Великобритания и Франция, такива като Пенчо Венков, Олег Георгиев, Мариана Дабева.